# Comuna Grecești, Dolj
Grecești este o comună în județul Dolj, Oltenia, România, formată din satele Bărboi, Busu, Busulețu, Grădiștea, Grecești (reședința) și Gropanele.
Este așezată pe Valea Raznicului, de o parte și de alta a pârâului Raznic, pe șoseaua Craiova, Raznic, Bâcleș, Plopi, Drobeta-Turnu-Severin, la o distanță de 45 km de orașul Craiova.
Satele Grecești, Busu, Bărboi, Busulețu au fost comune fiecare până în august 1950, când prin împărțirea administrativă a țării în raioane s-au contopit formând o singură comună, comuna Grecești ce a aparținut până în anul 1952 de raionul Brabova.
În anul 1952, prin desființarea raionului Brabova, comuna Grecești a trecut la raionul Strehaia.
Anul 1968 este anul în care comuna Grecești a trecut în Județul Dolj.
Până în anul 1950 satele ce o compun au aparținut din plasa Bâcleș-județul Mehedinți.
Satul Grecești este așezat la poalele dealurilor sau pe pantă.
Așezat în regiunea deluroasă a olteana cu văi și dealuri, cu pante în general domoale, cu platforme întinse, prezint condiții favorabile agriculturii.
Cursuri de apă permanentă, cu debit mare nu are Greceștiul. Izvoarele de la poalele dealurilor alimentează abia fântânile cu apă potabilă.
Adesea pe timpul ploilor torențiale sau primăvara prin topirea zăpezilor, apa se revarsă inundând valea din jur producând pagube gospodăriilor.
Din peisajul vegetal se păstrează pâlcuri izolate de stejar, iar în apropiere se găsesc păduri mari de stejar: Pădurea Tiu, Pădurea Drocaia, Pădurea Pirtea, Pădurea Boierească.
Cronica comunei Grecești consemnează că satul Grecești este cel mai vechi din comuna Grecești.
Monografia comunei întocmită pe baza informațiilor orale ale bătrânilor, amintește că satul Grecești a fost sat de moșneni.
După spusele bătrânului Iosif Udrescu satul ar fi existat pe vremea ocupației austriece din 1716, iar că documente, ulterior întocmirii monografiei, s-au găsit pe teritoriul satului unelte de piatră șlefuită și vase de pământ.

## Demografie
Componența etnică a comunei Grecești
     Români (96,86%)
     Alte etnii (0,53%)
     Necunoscută (2,61%)
Componența confesională a comunei Grecești
     Ortodocși (97,19%)
     Alte religii (2,81%)
Conform recensământului efectuat în 2021, populația comunei Grecești se ridică la 1.497 de locuitori, în scădere față de recensământul anterior din 2011, când fuseseră înregistrați 1.706 locuitori. Majoritatea locuitorilor sunt români (96,86%), iar pentru 2,61% nu se cunoaște apartenența etnică. Din punct de vedere confesional, majoritatea locuitorilor sunt ortodocși (97,19%).

## Politică și administrație
Comuna Grecești este administrată de un primar și un consiliu local compus din 9 consilieri. Primarul, Constantin-Valeriu Goghezu[*], de la Partidul Social Democrat, este în funcție din 1 noiembrie 2024. Începând cu alegerile locale din 2024, consiliul local are următoarea componență pe partide politice:
|  | Partid                          | Consilieri | Componența Consiliului | Componența Consiliului | Componența Consiliului | Componența Consiliului | Componența Consiliului |
|  | ------------------------------- | ---------- | ---------------------- | ---------------------- | ---------------------- | ---------------------- | ---------------------- |
|  | Partidul Social Democrat        | 5          |                        |                        |                        |                        |                        |
|  | Uniunea Salvați România         | 2          |                        |                        |                        |                        |                        |
|  | Partidul Național Liberal       | 1          |                        |                        |                        |                        |                        |
|  | Alianța pentru Unirea Românilor | 1          |                        |                        |                        |                        |                        |

## Personalități născute aici
- Constantin Grecescu (1929 - 1996), atlet.